# Erich Lindemann (Botaniker)
Erich Berthold Ludwig Wilhelm Lindemann (* 8. Mai 1888 in Güstrow; † 2. Mai 1945 in Eichberg, Erbach (Rheingau)) war ein deutscher Phykologe und Taxonom.

## Leben
Erich Lindemann war ein jüngerer Sohn des Güstrower Gymnasiallehrers Hartwig Lindemann. Der Gymnasiallehrer Adolf Lindemann war sein älterer Bruder.
Lindemann besuchte das Realgymnasium seiner Heimatstadt und bestand hier 1907 das Abitur. Anschließend studierte er Naturwissenschaften in München, Berlin und vor allem Rostock und bestand dort das Examen für das Lehramt an höheren Schulen. Nach einer kurzen Tätigkeit als Wissenschaftlicher Volontär am Naturhistorischen Museum zu Lübeck wurde er vom Provinzial-Schulkollegium zu Posen als Kandidat des höheren Lehramts eingestellt. Praktisch tätig war Lindemann nacheinander am Gymnasium Rawicz, an den Realschulen Chodzież, Poznań und Wolsztyn, am Gymnasium Rogoźno, an der Oberrealschule Poznań, am Gymnasium Ostrów Wielkopolski und am königlichen Comenius-Gymnasium zu Leszno. In Wrocław erfolgte 1915 die Promotion an der Schlesischen Friedrich-Wilhelms-Universität zu Breslau bei Ferdinand Albert Pax. 1919 bis 1924 war Lindemann Lehrer am Reform-Realgymnasium in Tempelhof (Berlin), das nach 1945 im Askanischen Gymnasium aufging. Lindemann wurde 1924 (möglicherweise im Rahmen der Personalabbauverordnung vom 27. Oktober 1923) in den einstweiligen und 1933 (womöglich im Zusammenhang mit dem Gesetz zur Wiederherstellung des Berufsbeamtentums) in den endgültigen Ruhestand versetzt.
Lindemann kam aus einer Lehrerfamilie, war evangelisch-lutherischer Konfession und unverheiratet. Er nahm am Ersten Weltkrieg teil, war Unteroffizier und trug seit 1917 das Eiserne Kreuz 2. Klasse.
Das wissenschaftliche Werk von Lindemann umfasst die Beschreibung zahlreicher Arten von Dinophyceae. Sein botanisches Autorenkürzel lautet „Er.Lindem.“. Eponymie: Hemidinium lindemannii Skvortsov, Peridinium lindemannii M.Lefèvre, Stylodinium lindemannii Baumeister. Lindemann war Schriftleiter der Fachzeitschrift Schriften für Süßwasser- und Meereskunde und Gründungsmitglied der Internationale Vereinigung für theoretische und angewandte Limnologie (SIL).

## Schriften
- Studien zur Biologie der Teichgewässer. Borntraeger, Breslau 1915[5]
- Studien zur Biologie der Teichgewässer. In: Zeitschrift für Fischerei. Berlin 17, 1915, S. 69–154.
- Peridinium Güstrowiense n. sp. und seine Variationsformen. In: Archiv für Hydrobiologie 11, 1916, S. 490–495.
- Beiträge zur Kenntnis des Seenplanktons der Provinz Posen. In Zeitschrift der Naturwissenschaftlichen Abteilung der Deutschen Gesellschaft für Kunst und Wissenschaft in Posen 23, 1916, S. 2–31.
- Zur Biologie einiger Gewässer der Umgebung von Güstrow in Mecklenburg-Schwerin. In Archiv des Vereins der Freunde der Naturgeschichte in Mecklenburg 71, 1917, S. 105–134.
- Beiträge zur Kenntnis des Seenplanktons der Provinz Posen (Südwest-Posen, Seengrupe) II. In: Zeitschrift der Naturwissenschaftlichen Abteilung der Deutschen Gesellschaft für Kunst und Wissenschaft in Posen 24, 1917, S. 2–41.
- Mitteilungen über Posener Peridineen. In: Zeitschrift der Naturwissenschaftlichen Abteilung der Deutschen Gesellschaft für Kunst und Wissenschaft in Posen 25, 1918, S. 23–25.
- Untersuchungen über Süßwasserperidineen und ihre Variationsformen. In: Archiv für Protistenkunde 39, 1919, S. 209–262.
- Untersuchungen über Süßwasserperidineen und ihre Variationsformen II. In: Archiv für Naturgeschichte 84, 1920, S. 121–194.
- Technische Winke für die Untersuchungen von Süßwasserperidineen. In: Mikrobiologische Monatshefte 12, 1922, S. 1–13
- Ein neues Spirodinium. In: Hedwigia 64, 1923, S. 146–147.
- Eine Entwicklungshemmung bei Peridinium borgei und ihre Folgen. In: Archiv für Protistenkunde 46, 1923, S. 378–382.
- Neue oder wenig bekannte Protisten. IX. Neue oder wenig bekannte Flagellaten. VIII. Neue von G. J. Playfair beschriebene Süßwasserperidineen aus Australien, mit kritischen Bemerkungen über ihre systematische Stellung. In: Archiv für Protistenkunde 47, 1924, S. 109–130.
- Eine interessante Süsswasserflagellate in[8], S. 7–10.
- Die Mikroflora des Zwergbirkenmoors von Neulinum in[8], S. 38–42 (Ko-Autor, S. Steinecke, F.)
- Ueber Peridineen einiger Seen Süddeutschlands und des Alpengebietes in[8], S. 158–163.
- Der Bau der Hülle bei Heterocapsa und Kryptoperidinium foliaceum (Stein) n. nom.. In: Botanisches Archiv 5, 1924, S. 114–120.
- Eine tierische Pflanze — ein pflanzenhaftes Tier!. In: Schriften für Süßwasser- und Meereskunde 2, 1924, S. 274–277.
- Neue oder wenig bekannte Protisten. X. Neue oder wenig bekannte Flagellaten. IX. Mitteilungen über nicht genügend bekannte Peridineen. In: Archiv für Protistenkunde 47, 1924, S. 431–439.
- Peridineen aus dem Alpengebiete. In: Schriften für Süßwasser- und Meereskunde 2, 1924, S. 194–200.
- Peridineen aus dem Goldenen Horn und Bosporus. In: Botanisches Archiv 5, 1924, S. 216–233.
- Peridineen des Alpenrandgebietes. In: Botanisches Archiv 8, 1924, S. 297–303.
- Vom Plankton des Golfes von Neapel. In: Schriften für Süßwasser- und Meereskunde 2, 1924, S. 3–11.
- Vom Plankton warmer Meere. In: Die Naturwissenschaften 12, 1924, S. 888–895.
- III. Klasse, S. Dinoflagellatae (Peridineae), pp. 144–195 In: Schoenichen, W., (ed), Einfachste Lebensformen des Tier- und Pflanzenreiches. Naturgeschichte der mikroskopischen Süßwasserbewohner, Berlin: Bermühler, 1925.
- Die Schwalbenschwanzalge (Ceratium hirundinella O. Fr. M.). In: Mikrokosmos 18, 1925, S. 14–20.
- Neubeobachtungen an den Winterperidineen des Golfes von Neapel. In: Botanisches Archiv 9, 1925, S. 95–102.
- Peridineen aus Seen der Schweiz. In: Botanisches Archiv 10, 1925, S. 205–208.
- Peridineen des Oberrheins und seiner Altwässer. In: Botanisches Archiv 11, 1925, S. 474–481.
- Ueber finnische Peridineen. In: Archiv für Hydrobiologie 15, 1925, S. 1–4.
- Der dritte Limnologenkongreß in Rußland. In: Der Naturforscher 2, 1925, S. 429–430, pl. LIX.
- Fahrt durch das europäische Rußland. In: Ostdeutscher Naturwart 2, 1925, S. 552–557.
- 5. Bau und Lebenserscheinungen der Tiere (Zoologie). Kurze Einführung in die tierische Organisation und einige Möglichkeiten ihrer Umbildung. In: Krause, K.: Die neue Volkshochschule. Bibliothek für moderne Geistesbildung 3. Leipzig, Weimann, 1926 (6. ed.).
- Bewegeliche Hüllenfelderung und ihr Einfluss auf die Frage der Artbildung bei Glenodinien. In: Archiv für Hydrobiologie 16, 1926, S. 437–458.
- Peridineen aus Altwässern des Flusses Donjez bei Charkow (Ukraine). In: Botanisches Archiv 14, 1926:467–473.
- Massensterben von Fischen infolge einer Hochproduktion von Panzergeißlingen (Peridineen). In: Kleine Mitteilungen für die Mitglieder des Vereins für Wasserversorgung und Abwässerbeseitigung 2, 1926, S. 113–119.
- Die 3. Tagung der Internationalen Vereinigung für theoretische und angewandte Limnologie in Rußland. In: Mikrokosmos 19, 1926, S. 60–62.
- Peridineenbestimmungen. In: Mikrokosmos 19, S. 31–33, 1926.
- Die Süßwasser-Diplopsalis im Kaspischen Meere. In: Mikrokosmos 20, 1927, S. 124–125.
- Dinoflagellaten aus der Wolga. In: Arbeiten der Biologischen Wolga-Station 9, 1927, S. 1–3.
- Über einige Dinoflagellaten des Kaspischen Meeres. In: Archiv für Protistenkunde 59, 1927, S. 418–422.
- Über einige Peridineen des Kieshofer Moores. In: Beiträge zur Naturdenkmalpflege 12, 1927, S. 130–135.
- Abteilung Peridineae (Dinoflagellatae), pp. 3–104 In: Engler, A., & Prantl, K., (eds), Die natürlichen Pflanzenfamilien, 2. ed., Leipzig, S. Engelmann, 1928.
- Über die Schwimmbewegungen einer experimentell eingeißelig gemachten Dinoflagellate. In: Archiv für Protistenkunde 64, 1928, S. 507–510.
- Neue Peridineen. In: Hedwigia 68, 1928, S. 291–296.
- Parasitische Dinoflagellaten. In: Mikrokosmos 21, 1928, S. 122–126.
- Vorläufige Mitteilung. In: Archiv für Protistenkunde 63, 1928, S. 259–260.
- Experimentelle Studien über die Fortpflanzungserscheinungen der Süßwasserperidineen auf Grund von Reinkulturen. In: Archiv für Protistenkunde 68, 1929, S. 1–104.
- Über eine limnologische Bedeutung der freien Kohlensäure. In: Die Naturwissenschaften 51, 1930, S. 1113.
- Die Peridinineen der deutschen limnologischen Sunda-Expedition nach Sumatra, Java und Bali. In: Archiv für Hydrobiologie Suppl. 8, 1931, S. 691–732.